# Nossa Senhora do Desterro
Nossa Senhora do Desterro é um título católico dado à Santíssima Virgem Maria. Representa a fuga da Sagrada Família para o Egito. Por isso, também é conhecida como Nossa Senhora da Fuga. É muito venerada na Itália como a Madonna degli Emigrati, sendo padroeira daqueles que foram obrigados a deixar sua pátria para se refugiarem ou a fim de procurar trabalho no estrangeiro.